# Канделаріо Дуверхель
Канделаріо Дуверхель (ісп. Candelario Duvergel; 2 лютого 1963, Нікето-Перез — 17 червня 2016, Гавана) — кубинський боксер, призер чемпіонатів світу серед аматорів, чемпіон Панамериканських ігор.

## Аматорська кар'єра
1983 року Канделаріо Дуверхель вперше став чемпіоном Куби. Потім він вигравав цей титул дев'ять разів поспіль до 1991 року.
1983 року завоював золоту медаль на Панамериканських іграх, здобувши три перемоги, у тому числі над Джеррі Пейджом (США) у фіналі. На Кубку світу 1983 завоював золоту медаль, здобувши перемоги над Вільямом Валіванго (Уганда), Василем Шишовим (СРСР) і Імре Бачкаї (Угорщина).
Через бойкот Олімпійських ігор 1984 представниками з соціалістичних країн пропустив Олімпіаду 1984 і завоював золоту медаль на альтернативних змаганнях Дружба-84, здобувши у фіналі перемогу над В'ячеславом Яновським (СРСР).
На чемпіонаті світу 1986 завоював срібну медаль в категорії до 67 кг.
- В 1/16 фіналу переміг Ведата Онсой (Туреччина) — 5-0
- В 1/8 фіналу переміг Хемаха Рефая (Туніс) — KO 2
- У чвертьфіналі переміг Дам'єна Денні (Ірландія) — 5-0
- У півфіналі переміг Торстена Шмітца (НДР) — 3-2
- У фіналі програв Кеннету Гулду (США) — 2-3

1987 року вдруге знов в категорії до 63,5 кг завоював золоту медаль на Панамериканських іграх, здобувши п'ять перемог.
На Кубку світу 1987 був дискваліфікований в бою з Мірко Пузовичем (Югославія).
Через бойкот Олімпійських ігор 1988 представниками Куби пропустив Олімпіаду 1988.
На чемпіонаті світу 1989 здобув одну перемогу, а у чвертьфіналі програв Ігорю Ружнікову (СРСР).
На Кубку світу 1990 став переможцем, здобувши чотири перемоги, у тому числі над Майклом Каррутом (Ірландія).
На Панамериканських іграх 1991 зазнав поразки у чвертьфіналі від Анібала Асеведо (Пуерто-Рико).
На чемпіонаті світу 1991 завоював бронзову медаль.
- В 1/16 фіналу переміг Ласло Жуца (Угорщина) — RSC 2
- В 1/8 фіналу переміг Тревора Шейлера (Нова Зеландія) — 19-6
- У чвертьфіналі переміг Їрі К'ялла (Фінляндія) — 32-3
- У півфіналі програв дискваліфікацією Вернону Форресту (США)